# Discografia dei Clean Bandit
La discografia dei Clean Bandit, gruppo musicale britannico, comprende due album in studio, due EP e oltre venti singoli, di cui cinque in collaborazione con altri artisti.

## Album in studio
| Anno                                                                                          | Titolo | Classifiche | Classifiche | Classifiche | Classifiche | Classifiche | Classifiche | Classifiche | Classifiche | Classifiche | Classifiche | Certificazioni                      |
| Anno                                                                                          | Titolo | UK          | AUS         | CAN         | FRA         | GER         | IRE         | ITA         | NZL         | SWI         | USA         | Certificazioni                      |
| --------------------------------------------------------------------------------------------- | --- | ----------- | ----------- | ----------- | ----------- | ----------- | ----------- | ----------- | ----------- | ----------- | ----------- | ----------------------------------- |
| 2014                                                                                          | New Eyes - Pubblicato: 30 maggio 2014 - Etichetta: Warner Music Group, Atlantic Records - Formati: CD, download digitale | 3           | —           | —           | 52          | 31          | 9           | 57          | 30          | 8           | 180         | - UK: Oro - USA: Oro                |
| 2018                                                                                          | What Is Love? - Pubblicato: 30 novembre 2018 - Etichetta: Warner, Atlantic - Formati: CD, LP, download digitale          | 9           | 48          | 50          | 141         | —           | 24          | —           | 33          | 58          | 141         | - UK: Oro - CAN: Platino - USA: Oro |
| "—" indica che l'opera non si è classificata o che non è stata pubblicata in quel territorio. | |             |             |             |             |             |             |             |             |             |             |                                     |

## Extended play
| Anno | Titolo e dettagli                                                                                 |
| ---- | ------------------------------------------------------------------------------------------------- |
| 2012 | A+E - Pubblicato: 7 dicembre 2012 - Etichetta: Black Butter - Formati: Download digitale          |
| 2013 | Mozart's House - Pubblicato: 29 marzo 2013 - Etichetta: Warner Music - Formati: Download digitale |

## Singoli

### Come artista principale
| Anno | Titolo                                                                                        | Classifiche | Classifiche | Classifiche | Classifiche | Classifiche | Classifiche | Classifiche | Classifiche | Classifiche | Classifiche | Album         |
| Anno | Titolo                                                                                        | UK          | AUS         | CAN         | FRA         | GER         | IRE         | ITA         | NZL         | SWI         | USA         | Album         |
| ---- | --------------------------------------------------------------------------------------------- | ----------- | ----------- | ----------- | ----------- | ----------- | ----------- | ----------- | ----------- | ----------- | ----------- | ------------- |
| 2012 | A+E (feat. Kandaka Moore e Nikki Cislyn)                                                      | 100         | —           | —           | —           | —           | —           | —           | —           | —           | —           | New Eyes      |
| 2013 | Mozart's House (feat. Love Ssega)                                                             | 17          | —           | —           | —           | —           | —           | —           | —           | —           | —           | New Eyes      |
| 2013 | Dust Clears (feat. Noonie Bao)                                                                | 43          | —           | —           | —           | —           | —           | —           | —           | —           | —           | New Eyes      |
| 2014 | Rather Be (feat. Jess Glynne)                                                                 | 1           | 2           | 13          | 2           | 1           | 1           | 2           | 2           | 2           | 10          | New Eyes      |
| 2014 | Extraordinary (feat. Shana Bass)                                                              | 5           | —           | —           | —           | —           | 21          | 17          | —           | —           | —           | New Eyes      |
| 2014 | Come Over (feat. Stylo G)                                                                     | 45          | —           | —           | —           | 76          | —           | —           | —           | —           | —           | New Eyes      |
| 2014 | Real Love (feat. Jess Glynne)                                                                 | 2           | 13          | —           | 131         | 2           | 26          | 53          | 35          | 37          | —           | New Eyes      |
| 2015 | Stronger                                                                                      | 4           | —           | —           | —           | —           | 56          | —           | —           | —           | —           | New Eyes      |
| 2016 | Tears (feat. Louisa Johnson)                                                                  | 5           | —           | —           | —           | 95          | 21          | —           | —           | —           | —           | What Is Love? |
| 2016 | Rockabye (feat. Sean Paul & Anne-Marie)                                                       | 1           | 1           | 4           | 4           | 1           | 1           | 1           | 1           | 1           | 9           | What Is Love? |
| 2017 | Symphony (feat. Zara Larsson)                                                                 | 1           | 4           | 34          | 11          | 9           | 2           | 8           | 12          | 6           | 101         | What Is Love? |
| 2017 | Disconnect (con Marina and the Diamonds)                                                      | —           | —           | —           | —           | —           | —           | —           | —           | —           | —           | /             |
| 2017 | I Miss You (feat. Julia Michaels)                                                             | 4           | 20          | 50          | 112         | 49          | 3           | 73          | 17          | 43          | 92          | What Is Love? |
| 2018 | Solo (feat. Demi Lovato)                                                                      | 1           | 7           | 14          | 4           | 1           | 1           | 16          | 21          | 2           | 58          | What Is Love? |
| 2018 | Baby (feat. Marina and the Diamonds & Luis Fonsi)                                             | 15          | —           | —           | —           | —           | 39          | —           | —           | —           | —           | What Is Love? |
| 2019 | Mama (feat. Ellie Goulding)                                                                   | 98          | —           | —           | —           | —           | 97          | —           | —           | —           | —           | What Is Love? |
| 2020 | Tick Tock (con Mabel feat. 24kGoldn)                                                          | 8           | —           | —           | 76          | 48          | 13          | 33          | —           | 17          | —           | TBA           |
| 2021 | Higher (feat. Iann Dior)                                                                      | 66          | —           | —           | —           | —           | 67          | —           | —           | —           | —           | TBA           |
| 2021 | Drive (con Topic e Wes Nelson)                                                                | 71          | —           | —           | —           | —           | 81          | —           | —           | —           | —           | TBA           |
| 2021 | How Will I Know (con Whitney Houston)                                                         |             |             |             |             |             |             |             |             |             |             | TBA           |
| 2022 | Everything but You (feat. A7S)                                                                |             |             |             |             |             |             |             |             |             |             | TBA           |
| 2022 | Sad Girls (con French the Kid feat. Rema)                                                     |             |             |             |             |             |             |             |             |             |             | TBA           |
| 2022 | Don't Leave Me Lonely (con Elley Duhé)                                                        |             |             |             |             |             |             |             |             |             |             | TBA           |
| 2024 | Mar azul (con Piso 21 e Jhosy)                                                                |             |             |             |             |             |             |             |             |             |             | TBA           |
| 2024 | Cry Baby (con Anne-Marie e David Guetta)                                                      |             |             |             |             |             |             |             |             |             |             | TBA           |
| 2024 | "—" indica che l'opera non si è classificata o che non è stata pubblicata in quel territorio. |             |             |             |             |             |             |             |             |             |             |               |

### Come artista ospite
- 2013 – Intentions (Gorgon City feat. Clean Bandit)
- 2019 – Lost (End of the World feat. Clean Bandit)
- 2019 – Arriba (Little Big e Tatarka feat. Clean Bandit)
- 2019 – Open to More (Henry Lau feat. Clean Bandit)
- 2020 – Stop Crying Your Heart Out (come BBC Radio 2's Allstars)
- 2023 – My Own Beat (Louane feat. Clean Bandit)